# キ5 (航空機)
川崎 キ5
- 用途：戦闘機
- 設計者：土井武夫
- 製造者：川崎造船所飛行機工場
- 運用者：大日本帝国陸軍
- 生産数：4機
- 退役：1934年9月
- 運用状況：不採用・退役

キ5は、第二次世界大戦前の大日本帝国陸軍の試作戦闘機。製造会社は川崎造船所飛行機工場（後の川崎航空機工業）。陸軍初の低翼単葉式の戦闘機だったが、エンジンの不調と運動性の悪さから不採用となった。

## 概要
1933年（昭和8年）に陸軍は九二式戦闘機の後継機の試作を川崎に指示し、これを受けた川崎ではリヒャルト・フォークト技師の指導のもとで土井武夫技師が設計を行った。この戦闘機がキ5である。試作1号機は1934年（昭和9年）1月に完成し、その後それぞれに構造が異なる試作機3機が製作された。
キ5は、日本陸軍機初の片持ち翼式の低翼機だった。当時の低翼機に対する評価として、前下方の視界不良と主脚柱が長くなってしまうことが欠点とされていた。これに対応するため、本機は主翼を内翼に下反角、外翼に上反角をつけたいわゆる逆ガル式とした。また、主脚は陸軍の戦闘機としては初めてズボン・スパッツ付固定脚となった。このため、これまでの日本製戦闘機とはかなり異質の外観を持つ機体となった。
エンジンはBMW VIを川崎が独自に改良して開発した、国産のハ9-I液冷V型12気筒エンジンで、最大850 hpを出す、戦闘機のものとしては当時最高出力の新型エンジンだった。
納入された機体は早速陸軍によるテストを受けたが、逆ガル式主翼を採用したため特に低速時の横安定性が不良だった（「玉乗りをしているような操縦性だった」というテストパイロットの言もあった）。また、装備したハ9-Iエンジンは振動がひどく、冷却系統の不良により高空性能が不足していた。このため、当初380 km/hを予定していた最大速度は360 km/hしか出ず、上昇性能は九二式戦闘機と大して変わらなくなってしまった。
前者については内翼の下反角を変更するなどして対応（試作4号機では、ほとんど水平になった）されたが、抜本的な解決にはならず運動性は不良なままだった。また、エンジン冷却機の位置を変更したり主脚スパッツを取りやめたりといった改修も行われたが、性能の向上は見られなかった。
結局、速力よりも運動性を重視する陸軍の方針にはそぐわない機体となり、1934年9月の審査後不採用が決定した。しかし、本機での経験は後のキ28、キ60、三式戦闘機、YS-11開発に生かされていくことになった。

## スペック
- 全長： 7.78m
- 全幅： 10.60 m
- 全高： 2.60 m
- 主翼面積： 18.0m2
- 自重： 1500 kg
- 全備重量： 1870 kg

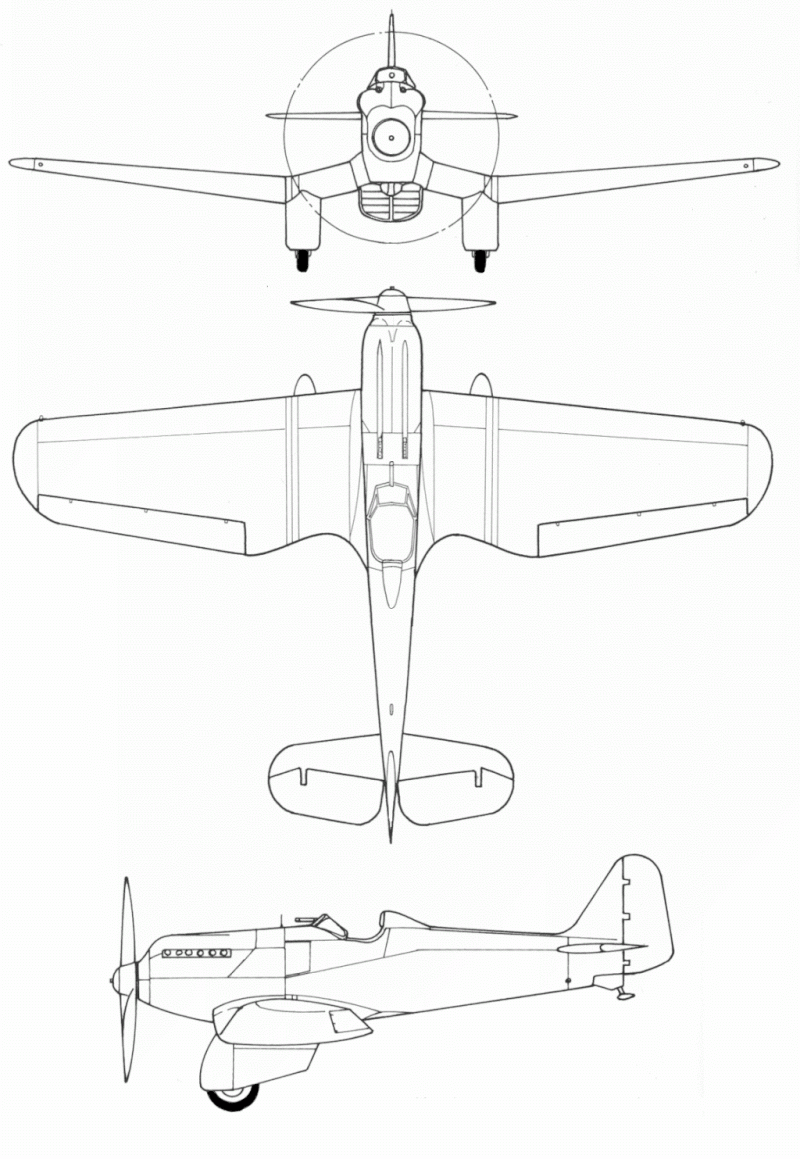
キ5の3面図

- エンジン： 川崎 ハ9-I 液冷V型12気筒エンジン×1
- 出力： 公称 800 hp
- 最大速度： 360 km/h
- 航続距離： 1,000 km
- 実用上昇限度： 9400 m
- 武装： 7.7mm機関銃×2
- 乗員： 1名